# Calamariinae
Calamariinae es una subfamilia de serpientes colúbridos nativos de Asia. La subfamilia tiene siete géneros y 88 especies reconocidos.

## Géneros
Se reconocen los siguientes:
- Calamaria Boie, 1827
- Calamorhabdium Boettger, 1898
- Collorhabdium Smedley, 1932
- Etheridgeum Wallach, 1988
- Macrocalamus Günther, 1864
- Pseudorabdion Jan, 1862
- Rabdion Duméril, 1853